# Izraïl Moisséievitx Gelfand
Izraïl Moisséievitx Gelfand (rus: Израиль Моисеевич Гельфанд)  (Okny, 20 d'agost de 1913 (Julià) - New Brunswick, 5 d'octubre de 2009), també conegut com a Israel Gelfand, va ser un matemàtic que va contribuir de manera substancial en diferents branques entre elles teoria de grups, teoria de representació, àlgebra lineal, etc. Gélfand va ensenyar durant molts anys a la Universitat Estatal de Moscou, Unió Soviètica i a la Universitat Rutgers, als Estats Units d'Amèrica. Va ser guanyador de premis i honors incloent l'Orde de Lenin i el Premi Wolf. Va ser un membre de la Royal Society.

## Biografia
Va néixer en una família jueva a Okny, Kherson de l'Imperi rus (ara Okny, Ucraïna).
Va realitzar treballs de postgrau a la Universitat Estatal de Moscou, on el seu assessor va ser Andrei Kolmogórov.
Va ser considerat per molts com la principal figura de l'escola soviètica de la matemàtica, i ha exercit una enorme influència en el camp tant a través de les seves pròpies obres i les dels seus alumnes. Va dictar un famós seminari a la Universitat Estatal de Moscou. El 1935, va defensar la tesi: Funcions abstractes i operadors lineals.
El 1990 va emigrar als EUA i va ser considerat un visitant distingit en la càtedra del Dte. de matemàtica a la Universitat Rutgers a Nova Jersey, on va ser membre associat de la facultat.
Era el seu fill el matemàtic Serguei Guelfand. Entre els seus alumnes figuren els matemàtics Endre Szemerédi i Aleksandr Kirílov.
Les memòries d'I.Gelfand es compilen a la pàgina especial creada per la seva família.

## Treball
Va ser conegut per diverses recerques, entre elles: 
- La representació Guelfand en la teoria d'àlgebra de Banach
- El Teorema Guelfand–Naimark (amb Mark Naimark)
- La construcció Guelfand-Naimark-Segal (amb Mark Naimark i Irving Segal)
- La teoria de representació dels grup de Lie complexos clàssics
- Contribucions a la teoria de mòdul de Verma en la teoria de representació d'àlgebra semisimple de Lie (amb I.N. Bernstein i S.I. Guelfand)
- La teoria de representació de grups clàssics.

## Influència fora de la matemàtica
La base Guelfand-Tsetlin (també en comú l'ortografia Zetlin) és un àmpliament utilitzat en l'eina física teòrica i el resultat dels treballs de Guelfand en la teoria de la representació de grup unitari i grups de Lie en general.
Durant molt temps va tenir molt interès en biologia cel·lular.
Va treballar extensament en l'ensenyament de la matemàtica, en particular l'educació per correu. El 1994, li va ser atorgada la beca MacArthur per a aquesta tasca.

## Honors i premis
Guelfand va ser guardonat amb el Premi Orde de Lenin tres vegades per a les seves recerques. El 1977 va ser elegit membre estranger de la Royal Society. Va guanyar el premi Wolf el 1978, Premi Kyoto el 1989 i la beca de la Fundació MacArthur el 1994. Va ocupar la Presidència de la Societat Matemàtica de Moscou entre 1968 i 1970, i ha estat triat membre estranger de l'Acadèmia Nacional de Ciències, de l'Acadèmia Nord-americana de les Arts i les Ciències, la Reial Acadèmia d'Irlanda, la Societat Americana de Matemàtiques i la Societat Matemàtica de Londres. Està en possessió de diversos títols honorífics.

## Publicacions destacades
- Gelfand, I. M.. Lectures on linear algebra.  Courier Dover Publications, 1998. ISBN 978-0-486-66082-0.
- Gelfand, I. M.; Fomin, Sergei V. Calculus of variations.  Englewood Cliffs, N.J.: Prentice-Hall Inc., 1963. ISBN 978-0-486-41448-5.
- Gelfand, I.; Raikov, D.; Shilov, G. Commutative normed rings.  Nova York: Chelsea Publishing Co., 1964. ISBN 978-0-8218-2022-3.
- Gel'fand, I. M.; Shilov, G. E.. Generalized functions. Vol. I: Properties and operations.  Boston, MA: Academic Press, 1964. ISBN 978-0-12-279501-5.[2]
- Gelfand, I. M.; Shilov, G. E.. Generalized functions. Vol. 2. Spaces of fundamental and generalized functions.  Boston, MA: Academic Press, 1968. ISBN 978-0-12-279502-2.[2]
- Gelfand, I. M.; Shilov, G. E.. Generalized functions. Vol. 3: Theory of differential equations.  Boston, MA: Academic Press, 1967.[2]
- Gelfand, I. M.; Vilenkin, N. Ya.. Generalized functions. Vol. 4: Applications of harmonic analysis.  Boston, MA: Academic Press, 1964. ISBN 978-0-12-279504-6.[2]
- Gelfand, I. M.; Graev, M. I.; Vilenkin, N. Ya.. Generalized functions. Vol. 5: Integral geometry and representation theory.  Boston, MA: Academic Press, 1966. ISBN 978-0-12-279505-3.[2]
- Gelfand, I. M.; Graev, M. I.; Pyatetskii-Shapiro, I. I.. Representation theory and automorphic functions.  Philadelphia, Pa.: W. B. Saunders Co., 1969. ISBN 978-0-12-279506-0.
- Gelfand, Izrail M. Collected papers. Vol. I.  Berlin, New York: Springer-Verlag, 1987. ISBN 978-3-540-13619-4.
- Gelfand, Izrail M. Collected papers. Vol. II.  Berlin, New York: Springer-Verlag, 1988. ISBN 978-3-540-19035-6.
- Gelfand, Izrail M. Collected papers. Vol. III.  Berlin, New York: Springer-Verlag, 1989. ISBN 978-3-540-19399-9.
- Gelfand, I. M.; Kapranov, M.M.; Zelevinsky, A.V.. Discriminants, resultants, and multidimensional determinants.  Boston: Birkhäuser, 1994. ISBN 978-0-8176-3660-9.[3]
- Gelfand, I. M.; Gindikin, S. G.; Graev, M. I.. Selected topics in integral geometry. 220.  Providence, R.I.: American Mathematical Society, 2003. ISBN 978-0-8218-2932-5.
- Borovik, Alexandre V.; Gelfand, I. M.; White, Neil. Coxeter matroids. 216.  Boston, MA: Birkhäuser Boston, 2003. ISBN 978-0-8176-3764-4.